# Cop (hudební skupina)
Cop je česká bluegrassová hudební skupina, která vznikla v roce 1978. Jejím zakladatelem a uměleckým vedoucím je Miroslav „Míša“ Leicht, otec české herečky Kristýny Leichtové. V listopadu 2018 oslavila 40 let svého trvání dvěma vyprodanými koncerty v pražské Lucerně. COP koncertuje především v České republice (v průměru 80 koncertů ročně), v devadesátých letech však procestovala celou Evropu v rámci pravidelných koncertních turné.

## Historie
Skupina byla založena v roce 1978 Bohumilem Chaloupkem a hned v letech 1980 a 1981 získala dvakrát po sobě nejprestižnější cenu na festivalu PORTA. Hlavním zpěvákem a lídrem skupiny byl v té době právě Chaloupek. V následujících letech většina členů emigrovala do USA a Kanady. Jediný zbylý zakládající člen Míša Leicht v roce 1986 převzal vedení skupiny a sestavil zcela nový COP. Kapela opět vyhrála celostátní Portu v roce 1987. Složení kapely se postupně ustálilo a v roce 1991 bylo nahráno i první album, nazvané COP 1.
Skupina se v začátcích věnovala americké lidové muzice s vlastními texty, od roku 2000 preferuje především vlastní tvorbu. Do roku 2017 natočila skupina devět studiových, 2 živá a jedno kompilační album.

## Členové
Jediným členem, který je v kapele od počátku, je kytarista Miroslav "Míša" Leicht. Dlouhodobým členem je i mandolinista a houslista Jiří Vopava. Na postu hráče na pětistrunné banjo nahradil Vladislava Ptáčka v roce 1995 nejprve Petr Nowack a v roce 2000 Martin Fridrich. Skupinu také doplnil hráč na dobro Petr Sláma jako stálý člen.

### Současná sestava
- Míša Leicht – zpěv, kytara (od r. 1978)
- Jiří Vopava – mandolína, housle, zpěv (od r. 1989)
- Petr Sláma – Dobro (od r. 2000)
- Ondra Jukl – baskytara (od r. 2023)
- Martin Fridrich – banjo, zpěv (od r. 2000)

### Bývalí členové
- Frigo Zapletal – mandolína (1979–1983)
- Luboš Němejc – mandolína (1978–1989)
- Pavel Hora – housle (1986–1989)
- Petr Nowack – banjo (1995–2000)
- Michal Röhrich – baskytara (1995–2000)
- Pepa Malina – housle, zpěv (2008–2014)
- Jaroslav Štěrba – housle (1988–2009)
- Petr Braun – kontrabas (1978–1983)
- Vladislav Ptáček – banjo (1979–1995)
- Václav Šilpoch – banjo (1982–1983)
- Slávek Hanzlík – kytara (1981–1982)
- Jan Hanko – housle (1979–1982)
- Bohouš Chaloupek – housle (1978–1982)
- Zdeněk Fík – baskytara, zpěv (1986– 1995, a od r. 2000– 2023)

## Diskografie

### Studiová alba
- Cop 1 (1991)
- Cop (1993)
- Tradition (1993 – s Arthurem Robinsonem)
- Pár minut (1997)
- Bič (2000)
- Jedním tahem (2003)
- Padlej anděl (2011)
- Tribute to Greenhorns (2015)
- Christmas edition (2017)

### Živá alba
- Lucerna Live (1994)
- Cop XXX (2009)

### Kompilační alba
- His Master's COP (2002)

### Sólová alba
- Je to dobrý, nebe je modrý (Míša Leicht)

## Ocenění
- 1980 – vítěz Porty
- 1981 – vítěz Porty
- 1987 – vítěz Porty
- 2000 – Anděl, žánrová cena Akademie populární hudby v oblasti folk a country